# Stawnik
Stawnik – wieś w Polsce położona w województwie lubuskim, w powiecie żarskim, w gminie Żary, nad Lubatką. 
W latach 1975–1998 miejscowość administracyjnie należała do województwa zielonogórskiego.